# 蔡贤水库
蔡贤水库是中国湖北省黄石市阳新县境内的一座水库，位于富水支流三溪河上游，建于1971年。水库正常库容为2590万立方米，集雨面积为44.7平方千米，海拔为70米。